# Rhynchopelates oxyrhynchus
Rhynchopelates oxyrhynchus är en fiskart som först beskrevs av Coenraad Jacob Temminck och Hermann Schlegel 1842.  Rhynchopelates oxyrhynchus ingår i släktet Rhynchopelates och familjen Terapontidae. Inga underarter finns listade i Catalogue of Life.